# Backline
Backline (aus dem Englischen; auf Deutsch sinngemäß hintere Reihe) ist ein international gebräuchlicher Fachbegriff aus den Bereichen Bühnentechnik und Tontechnik. Die Backline ist ein Teil von Beschallungsanlagen bei Konzerten von Musikern und Musikgruppen. Der Begriff wird in der Unterhaltungsmusik, besonders in der Rockmusik und Popmusik, zusammenfassend für den Teil einer Verstärkeranlage verwendet, der von Musikern direkt auf der Bühne eingesetzt wird. Dazu zählen Gitarrenverstärker, Bassverstärker, die dazugehörigen Lautsprecherboxen und Ähnliches. Solche Geräte stehen auf Konzertbühnen traditionell hinter den Musikern (daher die Bezeichnung) und sind meist auf das Publikum gerichtet. Gelegentlich wird als Backline  auch vereinfachend die Gesamtheit der von Musikgruppen auf der Bühne benötigten Ausstattung (englisch: Equipment) einschließlich des Schlagzeugs bezeichnet. Auch andere auf der Bühne eingesetzte Musikinstrumente können zur Backline gezählt werden.

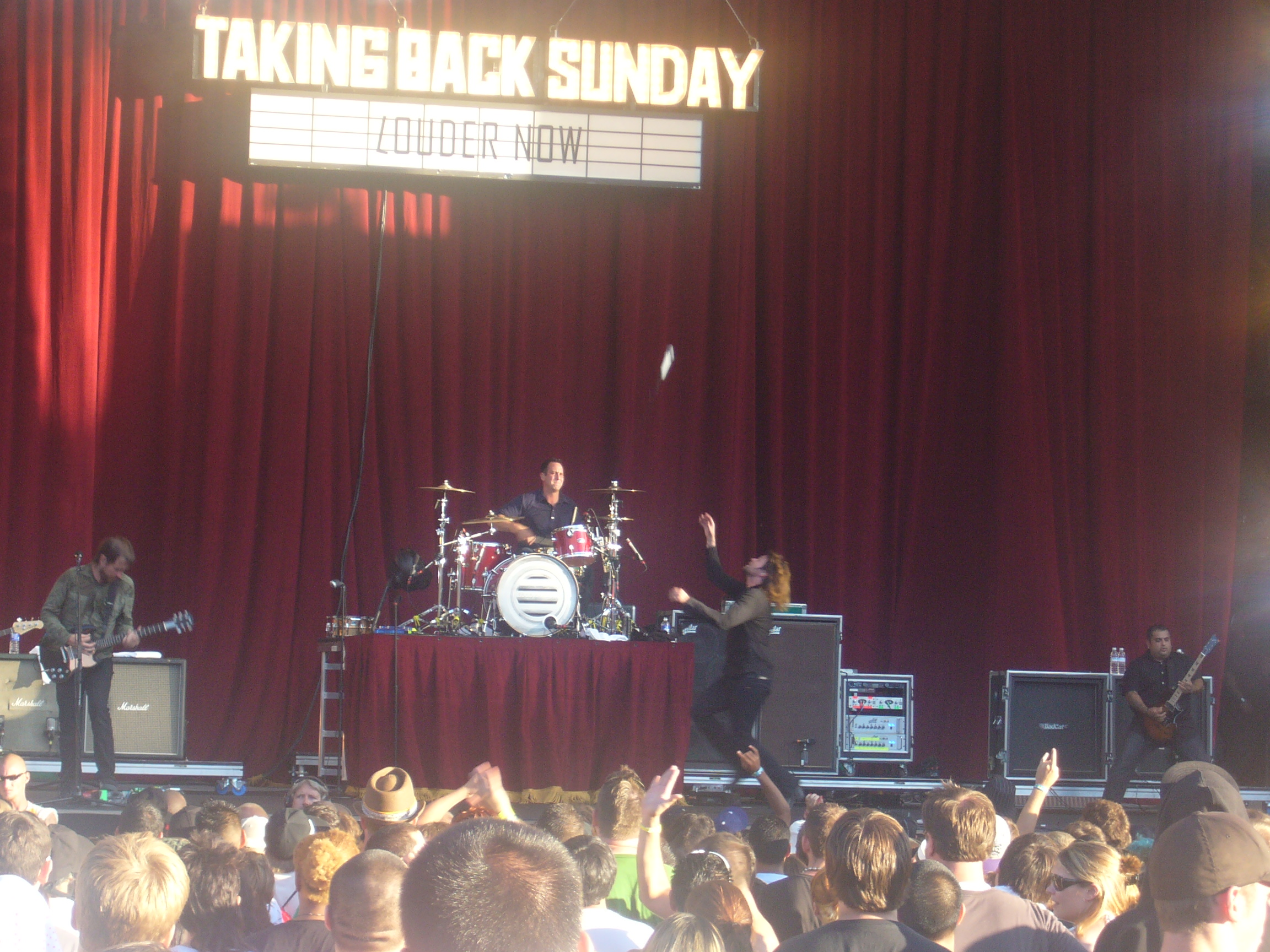
Auftritt der Band Taking Back Sunday. Im Hintergrund Gitarrenboxen und andere Geräte der Backline

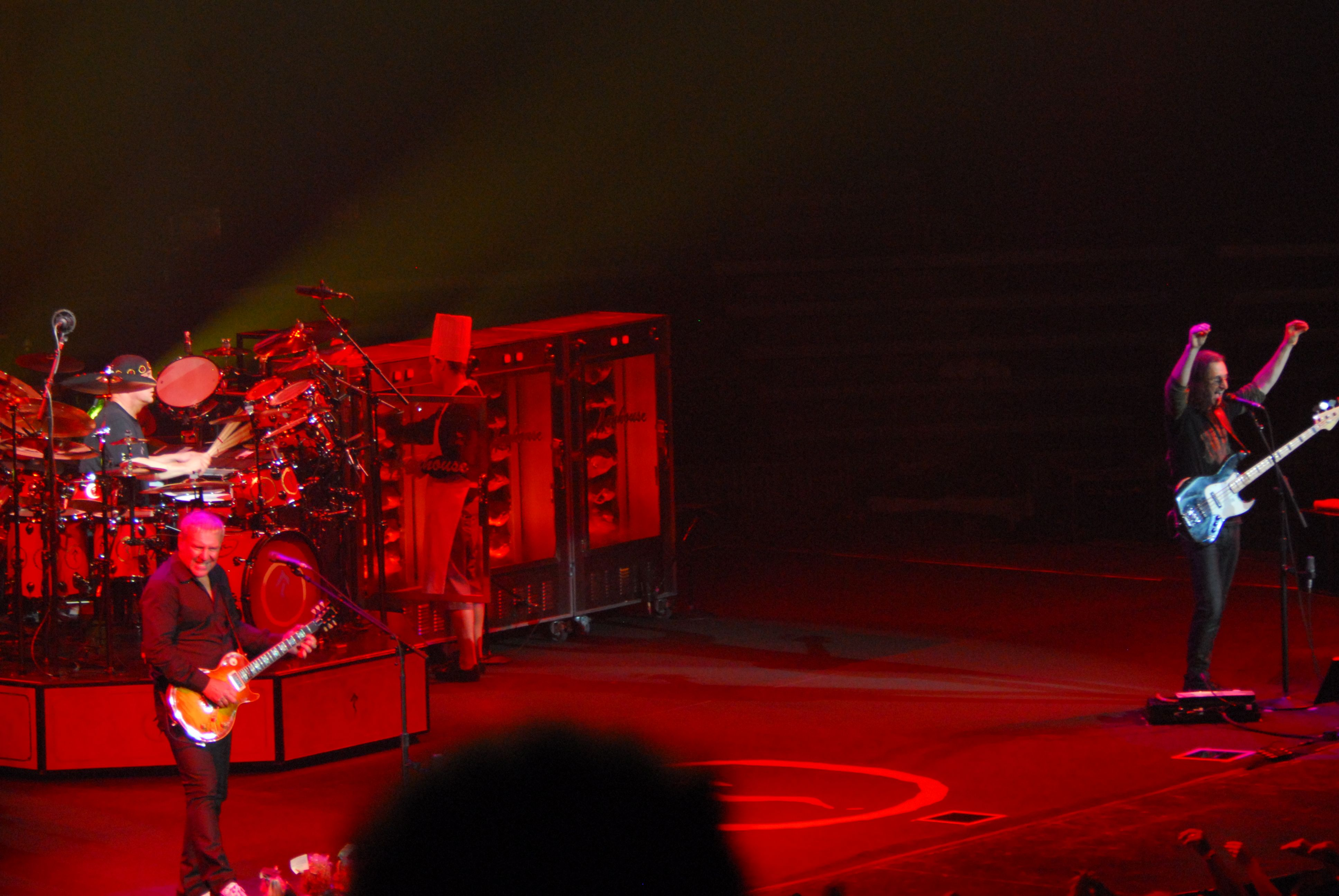
Der Bassist der Rockband Rush, Geddy Lee (rechts), spielt bei Live-Auftritten seinen E-Bass direkt ins Mischpult und benötigt daher keine Backline. Das gibt ihm Gelegenheit, den in der Rockmusik üblichen Bühnenaufbau zu persiflieren – auf diesem Foto mit einer Reihe von Brathähnchen-Grillgeräten (Bildmitte)

Die Backline unterscheidet sich von den ebenfalls zu Beschallungsanlagen gehörenden Front-of-House- (FoH) und Monitoring-Anlagen. Erstere dienen ausschließlich der Beschallung des Konzertpublikums, letztere ausschließlich der Beschallung der auftretenden Musiker.
Vor der Entwicklung von spezialisierten Public-Address-Beschallungssystemen (kurz: PA) hatten Backlines auch die Aufgabe, das Konzertpublikum zu beschallen. Auf sehr großen Bühnen wurde die Backline auch für das Monitoring genutzt. Bei kleineren Bühnen führt das oft dazu, dass die Backline den Klang der FoH-PA negativ beeinflusst und der Tontechniker am Mischpult keine Möglichkeit hat, dies zu kompensieren. Speziell bei Pop- und Rockmusik gilt es, den spezifischen Klang der Verstärkeranlage in Kombination mit den Instrumenten authentisch durch die FoH- und Monitor-Anlage wiederzugeben; die Klangeigenschaften zum Beispiel von Röhrenverstärkern für Gitarren genügen naturgemäß ganz anderen Kriterien als die einer PA-Beschallungsanlage.
Die Backline kann auch Monitoraufgaben übernehmen, ist hierfür allerdings nur bedingt geeignet. Unter akustischen Gesichtspunkten werden die Instrumentenboxen seitlich als sogenanntes Sidefill aufgestellt. Der eigentliche Monitorsound sollte vorwiegend aus der dafür speziell vorgesehenen Monitoranlage kommen, die jedem Musiker seinen speziellen Monitormix zuspielt. Manchmal werden die Lautsprecherboxen der Backline auch ganz oder teilweise isoliert und mikrofoniert, etwa in schalldichten Gehäusen, unter der Bühne stehend, oder einfach nach hinten ausgerichtet. Auch verwenden heutzutage viele Bands sogenannte Modelling-Amps, die gar keine speziellen Instrumentenboxen mehr benötigen, sondern die direkt an das Mischpult der FoH-PA angeschlossen werden, was für den Tontechniker am Mischpult die einfachste Lösung darstellt.
Nicht selten ist die Backline heute sogar eine Attrappe und besteht zumindest teilweise aus nicht angeschlossenen Verstärkern und Lautsprecherboxen oder nur aus deren leeren Gehäusen („Dummys“).
Ein als Backliner bezeichneter Bühnentechniker ist verantwortlich für den Aufbau und das Funktionieren der Technik auf und hinter der Bühne und wird gemeinhin dem Berufsbild des Roadies zugeordnet.